# SQISOFT
SQISOFT 또는 에스큐아이소프트는 시스템통합(SI)사업과 솔루션 사업을 전문으로 하는 대한민국 소프트웨어 개발 전문기업이다. 지난 1999년 설립 이후 통신 사업분야에서 컨설팅, 시스템 구축 및 운영까지의 전반적인 서비스를 제공하는 시스템 통합 사업과 솔루션을 개발/공급해 오고 있다. SQISOFT는 서울 영등포구 선유로3길 10 하우스D 13층에 위치한다.

## 사업분야
SQISOFT의 주요 사업분야로는 다음과 같다.

### 시스템개발(SI)
- 망운영보전시스템 (OSS)
- 통합망관리플랫폼 (SCOP)
- 영업관리시스템 (BSS)
- 영업관리플랫폼 (SBSP)

### 솔루션 공급
- 스마트 사이니지 (UBC, ELIGA)
- 엘리가오더(ELIGAORDER)
- 엘리가 헤리티지(ELIGA HERITAGE)
- 망연계솔루션 (ssBridge)
- xEMS 플랫폼
- 이기종 BAS게이트웨이 (LEG)
- 얼굴인식시스템 (FRS)
- 전자상거래 (Hybris)

## 주요연혁
- 2024 - 강소기업 선정(고용노동부) / 직무발명보상 우수기업 인증(3년 연속)
- 2023 - 개발 솔루션 GS인증 획득(워크스루 출입관리 외) / 청년친화 강소기업 선정(6년 연속) / 가족친화인증기업 선정
- 2022 - 인적자원개발 우수기관 인증(고용노동부, 교육부, 산업통상자원부, 중소벤처기업부 공동) / 2022 전자신문 상반기 인기상품 eTU 시리즈 선정 / 특허등록 3건 (영상프레임 결정 시스템 외 2건)
- 2021 - 2021 안전산업 진흥 유공 행정안전부 장관 표창 / 청년 친화 강소기업선정 / 직무발명보상 우수기업 인증(특허청) / 제 16회 디지털 이노베이션 대상 수상
- 2020 - 국가 비상대비 업무수행 '중점관리대상업체' 지정 / 청년 친화 강소기업 선정(2019, 2020 연속) / 세일 홍보 콘텐츠 생성 디지털 사이니지 특허 등록 / 한강미사 통합관제 센터 개소
- 2019 - 태양광 인버터의 미등록 통신규약정보 자동검색방법 특허등록 / 가격, 성능 고려한 건축자재·설비의 정보제공 및 거래중개방법 특허등록 / 청년 친화 강소기업 선정
- 2018 - eTU(에너지사업부) 소프트웨어품질인증서 1등급 인증 / ssBridge(보안사업부) EAL4 CC 인증
- 2017 - 벤처활성화 중기부 장관표창 / 일자리창출 대통령표창
- 2016 - 사옥이전 (서울 영등포구 선유로3길10, 하우스D 13층) / 고용노동부가 선정한 청년친화 강소기업
- 2015 - PLC 원격검침 시스템용 성능시험기 특허등록 / LEG (린 에너지 게이트웨이) v.1.0 (GS인증 획득)
- 2014 - 하이브리스 스포트웨어(Hybris Korea Ltd.) 파트너 협약 체결 / 고용노동부 선정, 청년과 함께 성장하는 강소기업
- 2013 - 현대오토에버 우수협력사 선정 / SK C&C Biz. Partner 인증 / BAS 게이트웨이 특허출원 / PLC 원격검침 시스템용 성능시험기 특허출원
- 2012 - 경찰청 감사장 수여(사회적 약자 종합지원 체계 2단계 구축기여) / 세종시 등 9개소 BEMS 구축 / 취업하고 싶은 기업 선정 (2012년 중소기업 기술혁신협회)
- 2011 - 삼성전자 SEA Gold Partner 선정 / ssBridge(망분리/연계솔루션) GS인증 획득 / AMES (통합원격검침시스템) GS인증 획득
- 2010 - 한국전력공사 수출화 기업선정 (스마트그리드 분야) / KT상생협력사 선정 / 기획재정부 장관표창 수여(OECD 세계포럼성공개최 기여)
- 2009 - KTDS 전문 협력사 선정 / SW프로세스 품질인증 획득(한국소프트웨어진흥원) / 경영혁신형 중소기업 선정(중소기업청)
- 2008 - RIA기반 KTF OSS 통합시스템 구축 및 KTF 우수협력사 선정 / UBC 특허출원(인터넷 기반 통합광고운영시스템 등 2건)
- 2007 - 인도네시아 M8사에 NMS 공급 / 사옥이전 (문래동, 에이스하이테크시트 8층) / (주)하미소프트 인수합병(자본금 14.2억)
- 2006 - CMMI LEVEL 3 인증 / (주)키위텔레콤 인수합병
- 2005 - KT WiBro 고객시스템 구축 / ORACLE 파트너 네트워크 (OPN) 가입 / 통합망관리플랫폼(SCOP 3.0) 출시 및 KTF, SKT 공급
- 2004 - 우량기술기업 선정(기술신용보증기금) / 디날리아이티(주) 모바일 SI사업부문 인수합병
- 2003 - 회사명 변경 (SQI소프트(주)) / 영업관리플랫폼 (SBSP V.2.0) 출시 / 프로그램 등록 14건(프로그램 심의 조정위)
- 2002 - 통합망관리 플랫폼 (SCOP V.1.0) 출시 / 벤처기업 지정(중소기업청) / Inno-Biz 기술업체 선정(중소기업청)
- 2001 - 병역특례업체 지정 / KTF 글로벌 사업팀과 해외사업 전략적 제휴 / 기업부설연구소 설립
- 2000 - 증자(납입자본금 10억) / KT IDC운영관리시스템 (고객/과금관리) 구축 / KT 국간 전송로 관리시스템(TRUMAN II) 기술이전 업체지정
- 1999 - (주)윈크 법인설립